# La gran ocasión
La gran ocasión fue un programa emitido por Televisión Española entre 1972 y 1974, presentado por el locutor Miguel de los Santos.

## Formato
En tradición de programas anteriores como Salto a la fama, y que luego seguirían clásicos como Gente joven o más recientemente Operación Triunfo, se trataba de un concurso de descubrimiento de jóvenes talentos para el mundo de la canción. El espacio alternaba las actuaciones de los aspirantes a estrella con la presencia de cantantes consagrados, como Nino Bravo, Massiel, Víctor Manuel, Rocío Jurado, Mari Trini, Chavela Vargas, Juan Pardo, Carmen Sevilla o Mocedades así como el humor de Tony Leblanc.
Entre los artistas que mayor proyección posterior tuvieron en su posterior carrera artística, se incluyen Isabel Pantoja y Sergio de Salas o el grupo Vino Tinto.
El programa supuso el debut en televisión como azafata de la presentadora Marisa Abad, en la segunda temporada (1973-1974).
En 1972, su primera edición, resultó vencedor Ricardo Jiménez, un cantante de Pontevedra afincado en Madrid que posteriormente se dedicó a la zarzuela y a la ópera.